# Trop c'est assez
Ne doit pas être confondu avec Plus jamais (film).
Pour plus de détails, voir Fiche technique et Distribution.
Trop c'est assez est un film documentaire québécois réalisé par Richard Brouillette, sorti en 1995.
Le film a obtenu en 1996 le prix M. Joan Chalmers du meilleur documentaire canadien.

## Synopsis
Trop c’est assez donne la parole au cinéaste Gilles Groulx (1931-1994), considéré comme l’un des cinéastes les plus importants et les plus originaux du Québec. Malheureusement, en 1981, un accident d’automobile provoque un traumatisme crânien qui l’isole inexorablement de ses semblables. Groulx tombe vite dans l’oubli. De 1989 à 1994, Richard Brouillette s’entretiendra régulièrement avec le cinéaste, fixant sur pellicule ses réflexions sur sa vie et son œuvre. Les images sobres issues de ces rencontres partagent l’écran avec des extraits de films et d’entrevues que Gilles Groulx a accordées au fil de ses années de création.

## Fiche technique
- Production, réalisation, montage : Richard Brouillette
- Scénario et recherche : Richard Brouillette
- Photographie : Michel Lamothe
- Prise de son : Claude Beaugrand, Pierre Bertrand, Simon Goulet
- Musique : Éric Morin
- Mixage : Louis Gignac
- Production et distribution : Les Films du passeur
- Format : Couleur et Noir et blanc - 16mm - Mono
- Pays de production : Canada (Québec)
- Langue originale : français
- Genre : documentaire
- Durée : 111 minutes

## Intervenants
- Gilles Groulx
- Jean-Paul Mousseau
- Barbara Ulrich
- Sara Raphaëlle Groulx
- Denis Vanier
- Josée Yvon

## Distinctions
- 1996 : Prix M. Joan Chalmers du meilleur documentaire canadien